# Francesco Molinari
Francesco Molinari (Torino, 8 novembre 1982) è un golfista italiano.
È il fratello minore di Edoardo Molinari.
Il 22 luglio 2018 è entrato nella storia del golf italiano diventando il primo italiano ad aver vinto un torneo major con la conquista del 147º The Open Championship. Il 18 novembre 2018 vince la Race to Dubai e diventa il primo italiano nella storia del golf ad aggiudicarsi la palma di miglior giocatore europeo.
È entrato nella storia del golf mondiale durante la 42ª edizione della Ryder Cup tenutasi in Francia nel 2018, diventando il primo giocatore a vincere 5 match su 5 portando altrettanti punti alla squadra europea, inoltre è suo l'ultimo punto che ha regalato il trofeo ai padroni di casa, sconfiggendo in un incontro a senso unico il campione di fama mondiale Phil Mickelson. 
Resterà anche nella storia la sua collaborazione con il giocatore inglese Tommy Fleetwood, coppia di grande fama che è rimasta imbattuta in tutti gli incontri disputati.

## Biografia
Proveniente da una famiglia di giocatori, all'età di otto anni ha cominciato a giocare al Circolo Golf Torino. Dopo una brillante carriera da amateur è passato al professionismo nel 2004. Si è laureato in Economia e Commercio presso l'Università degli Studi di Torino. È sposato dal 2007 con l'avvocato Valentina Platini, fotografa reporter free-lance per giornali sportivi, nonché manager del marito per l'area Italia, che lo ha reso padre di Tommaso ed Emma.

## Carriera
Nel 2006 ha vinto l'Open d'Italia, primo italiano dai tempi di Massimo Mannelli nel 1980. Nel 2009 vince, assieme al fratello Edoardo, la coppa del mondo di golf. È la prima volta che una coppia italiana si aggiudica il trofeo.
Dal 1º al 4 ottobre 2010 ha fatto parte insieme con il fratello Edoardo del team europeo che ha conquistato la Ryder Cup al Celtic Manor Resort, in Galles. Da notare che non fu la prima volta che due fratelli partecipavano insieme alla manifestazione, ma fu la prima volta che il team a cui appartenevano i fratelli raggiunse la vittoria. Nel novembre 2010 si aggiudica l'HSBC Champions, il suo primo torneo World Golf Championships. Molinari si impone superando di una lunghezza l'allora numero uno del mondo Lee Westwood, dopo esser rimasto in testa per tutto il torneo. Per lui un incasso di 860.153€ e la conquista del 14º posto del World Golf Ranking.
Dal 28 al 30 settembre 2012 ha fatto parte del team europeo che ha conquistato la Ryder Cup al Medinah Country Club vicino a Chicago. Il suo pareggio finale contro Tiger Woods ha permesso all'Europa di raggiungere i 14,5 punti e vincere la competizione. In caso Francesco avesse perso il match, la squadra europea avrebbe pareggiato ma avrebbe mantenuto lo stesso la coppa avendo vinto l'edizione precedente.
Cento anni dopo la sua prima edizione, proprio Francesco si aggiudica il Reale Seguros Open de España, rimontando nell'ultima giornata dalla 4ª posizione con un giro in 65 (7 sotto il par), il migliore del torneo. Con questa vittoria diventa il secondo golfista italiano per numero di vittorie sullo European Tour a due lunghezze da Costantino Rocca a quota cinque.
Nel 2016 ha vinto l'Open d'Italia per la seconda volta. 
Nel 2018 vince il BMW PGA Championship, il più prestigioso torneo dello European Tour e la settimana dopo arriva secondo per un solo colpo all'Open d'Italia, risultato che gli consente di diventare provvisoriamente il numero 1 della Race to Dubai.
A luglio dello stesso anno arriva anche il primo successo in un torneo del PGA Tour, primo italiano dal 1947 a trionfare in un torneo del circuito americano con il successo nel Quicken Loans National, che si disputa annualmente nel Maryland. Il giorno 22 dello stesso mese si laurea campione dell'Open Championship in Scozia sul circuito del Carnoustie Golf Links, diventando il primo golfista italiano a conquistare uno dei quattro tornei Majors.
Il 30 settembre 2018 sul circuito Le Golf National di Guyancourt, nei pressi di Parigi, vince la sua terza Ryder Cup, contribuendo con cinque punti sui cinque incontri disputati, primo golfista europeo a riuscirci nella storia del prestigioso torneo.
Il 10 marzo 2019 si laurea campione dell'Arnold Palmer Invitational.
Viene nominato capitano della squadra europea per la Team Cup 2025 riportandone la sconfitta contro la squadra britannica.

## Vittorie professionali (10)

### PGA Tour vittorie (3)
| Legenda            |
| ------------------ |
| Tornei Major (1)   |
| Altri PGA Tour (2) |

| No. | Data           | Tornei                     | Punteggio di vittoria | To par | Margine | Secondo/i                                                  |
| --- | -------------- | -------------------------- | --------------------- | ------ | ------- | ---------------------------------------------------------- |
| 1   | 1 luglio 2018  | Quicken Loans National     | 67-65-65-62=259       | −21    | 8 colpi | Ryan Armour                                                |
| 2   | 22 luglio 2018 | The Open Championship      | 70-72-65-69=276       | −8     | 2 colpi | Kevin Kisner, Rory McIlroy, Justin Rose, Xander Schauffele |
| 3   | 10 marzo 2019  | Arnold Palmer Invitational | 69-70-73-64=276       | −12    | 2 colpi | Matt Fitzpatrick                                           |

### European Tour vittorie (6)
| Legenda                      |
| ---------------------------- |
| Tornei Major (1)             |
| World Golf Championships (1) |
| Flagship eventi (1)          |
| Rolex Series (1)             |
| Altri European Tour (3)      |

| No. | Data            | Tornei                       | Punteggio di vittoria | To par | Margine | Secondo/i                                                  |
| --- | --------------- | ---------------------------- | --------------------- | ------ | ------- | ---------------------------------------------------------- |
| 1   | 7 maggio 2006   | Telecom Italia Open          | 68-65-67-65=265       | −23    | 4 colpi | Anders Hansen, Jarmo Sandelin                              |
| 2   | 7 novembre 2010 | WGC-HSBC Champions           | 65-70-67-67=269       | −19    | 1 colpo | Lee Westwood                                               |
| 3   | 6 maggio 2012   | Reale Seguros Open de España | 70-71-74-65=280       | −8     | 3 colpi | Alejandro Cañizares, Søren Kjeldsen, Pablo Larrazábal      |
| 4   | 18 Sep 2016     | Italian Open (2)             | 65-68-64-65=262       | −22    | 1 colpo | Danny Willett                                              |
| 5   | 27 maggio 2018  | BMW PGA Championship         | 70-67-66-68=271       | −17    | 2 colpi | Rory McIlroy                                               |
| 6   | 22 luglio 2018  | The Open Championship        | 70-72-65-69=276       | −8     | 2 colpi | Kevin Kisner, Rory McIlroy, Justin Rose, Xander Schauffele |

- Il BMW PGA Championship fa parte dei tornei del Rolex Series.

## Tornei Major

### Vittorie (1)
| Anno | Campionato            | 54 buche        | Punteggio di vittoria | Margine | Secondo/i                                                  |
| ---- | --------------------- | --------------- | --------------------- | ------- | ---------------------------------------------------------- |
| 2018 | The Open Championship | 3 colpi deficit | −8 (70-72-65-69=276)  | 2 colpi | Kevin Kisner, Rory McIlroy, Justin Rose, Xander Schauffele |

### Risultati completi
| Torneo                | 2007 | 2008 | 2009 | 2010 | 2011 | 2012 | 2013 | 2014 | 2015 | 2016 | 2017 | 2018 | 2019 | 2020 | 2021 | 2022 | 2023 | 2024 |
| --------------------- | ---- | ---- | ---- | ---- | ---- | ---- | ---- | ---- | ---- | ---- | ---- | ---- | ---- | ---- | ---- | ---- | ---- | ---- |
| The Masters           |      |      |      | T30  | EL   | T19  | EL   | T50  |      |      | T33  | T20  | T5   | EL   | T52  | EL   | EL   |      |
| U.S. Open             |      |      | T27  | EL   | EL   | T29  | EL   | T23  | T27  |      | EL   | T25  | T16  |      | T13  | EL   | EL   | T64  |
| The Open Championship | EL   |      | T13  | EL   | EL   | T39  | T9   | T15  | T40  | T36  | EL   | 1    | T11  | NP   | EL   | T15  | EL   |      |
| PGA Championship      |      |      | T10  | T33  | T34  | T54  | T33  | T58  | T54  | T22  | T2   | T6   | T48  |      |      | T55  | EL   | EL   |

     Vittoria
     Top 10
     Non partecipante
EL =  eliminazione a metà gara (non passa il taglio)

"P" = pari merito

## Riepilogo carriera nello European Tour
| Anno      | Vittorie | Guadagni (€) | Pos. |
| --------- | -------- | ------------ | ---- |
| 2005      | 0        | 261.128      | 86   |
| 2006      | 1        | 657.143      | 38   |
| 2007      | 0        | 552.004      | 60   |
| 2008      | 0        | 880.241      | 24   |
| 2009      | 0        | 1.505.010    | 14   |
| 2010      | 1        | 2.799.692    | 5    |
| 2011      | 0        | 1.087.852    | 21   |
| 2012      | 1        | 2.215.229    | 3    |
| 2013      | 0        | 1.367.566    | 13   |
| 2014      | 0        | 992.915      | 35   |
| 2015      | 0        | 1.051.251    | 32   |
| 2016      | 1        | 1.494.932    | 19   |
| 2017      | 0        | 2.037.703    | 9    |
| 2018      | 2        | 4.100.889    | 1    |
| 2019      | 0        | 735.755      | 14   |
| Carriera* | 6        | 21.978.556   | 12   |

* Al 2019.

## Riepilogo carriera nel PGA Tour
| Anno      | Vittorie | Guadagni ($) | Pos. |
| --------- | -------- | ------------ | ---- |
| 2009      | 0        | 304.368      | -    |
| 2010      | 0        | 358.196      | -    |
| 2011      | 0        | 158.387      | -    |
| 2012      | 0        | 198.961      | -    |
| 2013      | 0        | 245.463      | -    |
| 2014      | 0        | 786.116      | -    |
| 2015      | 0        | 997.389      | 103  |
| 2016      | 0        | 1.083.155    | 98   |
| 2017      | 0        | 2.875.850    | 31   |
| 2018      | 2        | 5.065.842    | 11   |
| 2019      | 1        | 1.884.250    | 13   |
| Carriera* | 3        | 14.759.087   | 119  |

* Al 2019.